# Haut-de-Bosdarros
Haut-de-Bosdarros é uma comuna francesa na região administrativa da Nova Aquitânia, no departamento dos Pirenéus Atlânticos. Estende-se por uma área de 12,14 km². Em 2010 a comuna tinha 347 habitantes (densidade: 28,6 hab./km²).